# Suzuki Masakazu
Masakazu Suzuki (鈴木政一 Suzuki Masakazu) là một cựu cầu thủ và huấn luyện viên người Nhật Bản.

## Danh hiệu
- Huấn luyện viên xuất sắc nhất J.League - 2001, 2002[1][2]